# مبارك الخاطر
مبارك سالم الخاطر لاعب كرة قدم قطري دولي سابق. لعب في كأس آسيا 1984 وفي دورة الألعاب الأولمبية الصيفية 1984.

## السجل في البطولات الدولية
| العام   | المنافسة                       | المباريات | الأهداف |
| ------- | ------------------------------ | --------- | ------- |
| 1984    | الألعاب الأولمبية الصيفية 1984 | 3         | 0       |
| المجموع | المجموع                        | 3         | 0       |

## وصلات خارجية
- مبارك الخاطر على موقع ناشيونال فوتبول تيمز (الإنجليزية)
- مبارك الخاطر على موقع أوليمبيديا (الإنجليزية)